# Бі-Кейв (Техас)
Бі-Кейв (англ. Bee Cave) — місто (англ. city) в США, в окрузі Тревіс штату Техас. Населення — 9144 особи (2020).

## Географія
Бі-Кейв розташоване за координатами 30°18′35″ пн. ш. 97°57′45″ зх. д. / 30.30972° пн. ш. 97.96250° зх. д. (30.309616, -97.962428).  За даними Бюро перепису населення США в 2010 році місто мало площу 13,36 км², уся площа — суходіл. В 2017 році площа становила 18,24 км², з яких 18,24 км² — суходіл та 0,00 км² — водойми.

## Демографія
Згідно з переписом 2020 року, у місті мешкало 9144 осіб у 3083 домогосподарствах у складі 1731 родин. Густота населення становила 97,4 особи/км².  Було 4044 помешкань (36,5/км²).
Расовий склад населення:
| - 66,1 % — білих - 13,0 % — азіатів - 2,7 % — чорних або афроамериканців - 0,04 % — корінних американців - 12,8 % — латиноамериканців - 5,4 % — осіб інших або змішаних рас |

До двох чи більше рас належало 4,6 %. Частка людей, яких не розмовляють англійською вдома, становила 23,9 % від усіх жителів.
За віковим діапазоном населення розподілялося таким чином: 33,1 % — особи молодші 18 років, 61,7 % — особи у віці 18—64 років, 5,2 % — особи у віці 65 років та старші. Медіана віку мешканця становила 36 року. На 100 осіб жіночої статі у місті припадало 108,9 чоловіків;  на 100 жінок у віці від 18 років та старших — 104,2 чоловіків також старших 18 років.
Середній дохід на одне домашнє господарство становив 143 188 долари США (медіана — 100 179), а середній дохід на одну сім'ю — 173 534 доларів (медіана — 135 338). Середній дохід становила 72 567 долари для чоловіків та 40 538 доларів для жінок. За межею бідності перебувало 4,7 % осіб, у тому числі 5,9 % дітей у віці до 18 років та 2,3 % осіб у віці 65 років та старших.
Цивільне працевлаштоване населення становило 4490 осіб. Основні галузі зайнятості: науковці, спеціалісти, менеджери — 29,4 %, освіта, охорона здоров'я та соціальна допомога — 9,9 %.